# Dulîțke, Skvîra
Dulîțke (în ucraineană Дулицьке) este localitatea de reședință a comunei Dulîțke din raionul Skvîra, regiunea Kiev, Ucraina.

## Demografie
Componența lingvistică a localității Dulîțke
     Ucraineană (98,42%)
     Rusă (1,45%)
Conform recensământului din 2001, majoritatea populației localității Dulîțke era vorbitoare de ucraineană (98,42%), existând în minoritate și vorbitori de rusă (1,45%).